# Spirits (film, 1990)
Pour les articles homonymes, voir Spirits.
Pour plus de détails, voir Fiche technique et Distribution.
Spirits est un film d'horreur américain réalisé par Fred Olen Ray, sorti en 1990, avec Erik Estrada, Robert Quarry et Brinke Stevens.

## Synopsis
La vieille maison Heron House est réputée hantée. Des événements horribles y ont eu lieu depuis le début du siècle. Deux familles innocentes y ont été massacrées, et le dernier bain de sang a eu lieu il y a seulement dix ans. Les meurtres pourraient-ils avoir été commis par le violeur et tueur de masse André Picard, son constructeur et ancien propriétaire ? Une équipe d’experts en parapsychologie décide d’enquêter sur le secret des murs hantés par Picard, avec des conséquences fatales pour les membres. Les quatre chercheurs sont le chasseur de fantômes Richard (Robert Quarry), sa collègue sceptique Beth (Kathrin Lautner), l’historien Harry Mathias (Oliver Darrow) et la médium Amy (Brinke Stevens). Ils veulent faire toute la lumière sur l’histoire d’horreur de la maison. Mais les démons séduisants et déments de la maison possèdent l’âme de tous ceux qui habitent à l’intérieur, et ils finissent par les posséder un par un. Les scientifiques vont presque perdre la tête et la vie, devant les choses effrayantes qui se produisent dans la maison maudite. Leur seul espoir est un beau prêtre déchu, torturé par ses péchés secrets, le Père Vicci (Erik Estrada), qui vient à la rescousse comme dans L'Exorciste. Il essaie de retrouver sa position dans l’Église après être « tombé » et avoir couché avec une femme. Son intervention courageuse peut prévenir le pire. Il va affronter le démon, défiant son pouvoir avec les sacrements de l’Église. Mais pour lui, ce sera un cauchemar qui ne finit pas. Dans le silence étrange, les scientifiques vont croire que l’horreur a pris fin, jusqu’à ce que leurs cris remplissent à nouveau la nuit.

## Distribution
- Erik Estrada : Père Anthony Vicci
- Robert Quarry : Dr. Richard Wicks
- Brinke Stevens : Amy Goldwyn
- Oliver Darrow : Harry
- Kathrin Middleton : Beth
- Carol Lynley : sœur Jillian
- Kaitlin Hopkins : succube
- Thomas Bentley : Henri Picard
- Earl Ellis : démon Picard
- Tiffany Million : nonne démon
- Chris Ray : garçon mort
- Jerry Miller : policier
- Michelle Bauer : sœur Mary (non créditée)[2]

## Production
Le tournage du film a eu lieu à Los Angeles, en Californie, aux États-Unis. Le film a été tourné en neuf jours, pour un budget estimé à 130 000 $ US. Le film est sorti le 1er novembre 1990 aux États-Unis, son pays d’origine.

## Réception critique
Spirits recueille un score d’audience de 36% sur le site agrégateur de critiques Rotten Tomatoes.